# حبیب دوانلو
حبیب دوانلو (متولد ۱۰ اکتبر ۱۹۲۷- درگذشت ۲۲ نوامبر ۲۰۲۳) یک روانکاو و محقق روان‌پزشکی ایرانی‌الاصل است که در مونترال، استان کبک، کانادا فعالیت داشت.
او استاد روان‌پزشکی در دانشگاه مک‌گیل و سردبیر و مؤسس مجله بین‌المللی روان درمانی پویشی کوتاه مدت فشرده بود. فعالیت حرفه‌ای او بر توسعه روان درمانی پویشی کوتاه مدت فشرده (ISTDP) متمرکز بوده‌است.

## تحصیل و حرفه
دوانلو رزیدنت روان‌پزشکی زیر نظر اریش لیندمان، روان‌پزشک آلمانی بود که در درمان بیماران داغدار و آسیب دیده تخصص داشت. دوانلو مدیر مؤسسه آموزش و پژوهش روان درمانی کوتاه مدت و پویا در بیمارستان عمومی مونترال بود. در سال ۱۹۶۲ او شروع به توسعه تکنیک خود برای درمان بیماران به صورت کوتاه مدت، ساخت و مطالعه نوارهای ویدئویی از جلسات کرد. او بعداً در مورد تحقیقات خود سمینارهایی برگزار کرد و نوارهای ویدئویی را در دسترس قرار داد
روش‌های دوانلو که به گفته برخی از نویسندگان مبتنی بر حل تعارضات ادیپی بود، به‌طور گسترده در ادبیات روان‌پزشکی مورد بحث قرار گرفت و با موفقیت توسط بسیاری از درمانگران دیگر استفاده شد.

## کتاب‌ها
وی کتاب‌ها و مقالات متعددی را به رشته تحریر درآورده است. دو کتاب زیر، دو نمونه از نوشته‌های دکتر دوانلو است که به فارسی ترجمه گردیده‌است:
- روان درمانی پویشی کوتاه مدت[۱۳]
- قفل گشایی ناخودآگاه[۱۴]